# 八大龍王大自然愛信教団
八大龍王大自然愛信教団（はちだいりゅうおうだいしぜんあいしんきょうだん）は、日本の宗教法人の名前であり、新宗教に属する。教派としては仏教の日蓮宗であるが、天台宗や修験道、神道などの要素も含有している。また、名前の似た江差町の八大龍王神八江聖団とは関係はない。

## 概要
教団創設者である石川センによって、1935年愛信会を岩見沢に設立。一時、神道大教に属するが、1941年神道大教を脱退。同年10月に拝殿を落成させ、天龍石仙改要之神八大龍王愛信会を設立。1948年宗教法人令により宗教法人八大龍王大自然愛信教団を設立し、1953年宗教法人法に基づいて宗教法人となり、拝殿を新築落成し記念大祭を挙行した。同日に元大正天皇侍従安藤信昭より大正天皇御衣を教団宝物として拝領したという。1957年馬頭観世音堂を建立。1961年教祖石川センが逝去し、石川はつ子が教主として継ぐ。1984年に現在地に、本部、拝殿や馬頭観世音堂などを移築し、後に、教主に石川邦彦が就き、現在に至る。
布教活動として、宗教特別昂揚研修会の開催や教師を巡回講師に派遣したり、スライドやテープ、DVDなど通信・音響機器による教化活動も行う。

### 八大龍王神八江聖団との違い
八大龍王大自然愛信教団は、日蓮宗や法華経といった仏教色の色彩が強いが、八大龍王神八江聖団は滝修行など山岳信仰や修験道など神道色が強く、八江聖団では本部支部を「本宮」「分宮」と呼ぶ辺りにもそれが表れている。

## 法人・組織

### 教祖・教主職
教祖は石川セン。2代教主はセンの娘である石川はつ子。なお、教団基盤を築く前に教祖である石川センが亡くなり、現在の教勢を石川はつ子が築いた為か「教祖様」と称された。現在は、3代教主に石川明彦が就任。

### 役職
役職には、教師がある。かつて顧問として下条康麿がいた。

### 信者
信者数は、1996年当時で3400人程度であったが、現在は信者数約7722人としている。

### 参拝所
参拝所は、本部を大教会とし、以下、その規模により教会、布教所と分類される。責任者として本部公認の教師が常駐し管理される。参拝所は、日本全国で、岩見沢と三笠に数ヵ所、函館、札幌、千歳、室蘭、苫小牧、留萌、網走、登別、新冠町、福岡、奈良、東京など32カ所にある。

### 所在地
本部：〒068-0835 北海道岩見沢市緑が丘1-94-18

## 人物

### 石川セン
石川セン（1886年〜1961年）は、教団創始者であり、教祖・起業家。教団内の呼称は「大聖教祖」。北海道日高国静内郡下下方村(下々方村)出身
1904年同村のブリキ職人と結婚。1918年北海道北見国美幌に移住し料理店を開業。1926年樺太に移住し、呉服京染店を開業。腹中に塊が生じ、診察を受けるも病名は不明。1930年病名不明にまま手術を受け、出術中に八大龍王が神懸りとなり、「此の世を立て直し人間の心を改造せよ」と叫んだという。その後、1932年に神示により岩見沢に移住し、1933年に最初の祭式を敢行。3年後に、現教団の前身となる愛信会を設立。さらに、天龍石仙改要之神八大龍王愛信会、終戦後には八大龍王大自然愛信教団と法人名を変更した。

#### エピソード
「わしは皆の親なのだから」と教団施設の便所の汲み取りなども率先して行ったという。道端に鉛筆が落ちてると拾って子供に、また、釘が落ちていたら拾って大工の所に行って「まだ使えるから使ってやってくれ」と言って自ら愛とまことの実践を行ったという。

## 信仰

### 教義
教祖石川センの神示に基づく宇宙創造神である八大龍王の理法を説く。人間基線の道として東西南北に分け、北を神の道、南を仏の道、東を人の道、西を動植物の道として4つの道を基本原理とする。親神・八大龍王と、教えの諸法を含む題目として「南無明法蓮華教」の連唱や愛とまことの実践こそが神意であると考え、神仏帰依、祖先崇拝、感謝報恩、道義昂揚を教え悟す。上記の如き教えを守り、信心してこそ真の神の加護があり、修行を重ねることで愛とまことが誕生し、苦悩・煩悩からも解放され、大自然と一体となると説いている。
なお、この宗教には、戦前は神道的要素が強かったものの、戦後は初期仏教の六道や天台宗の十界などに影響受けた人間基線の道など仏教的要素が色濃く出ている。

### 信者の信仰生活
幸福な人生を日々送るために「愛とまことの実践」を信者の義務としている。